# Anagraphis
Anagraphis Simon, 1893 è un genere di ragni appartenente alla famiglia Gnaphosidae.

## Distribuzione
Le sette specie note di questo genere sono diffuse in Europa meridionale, Medio Oriente, Africa orientale e settentrionale: la specie dall'areale più vasto è la A. pallens, reperita in ognuna delle zone di rinvenimento (gli esemplari provenienti dal Sudafrica sono dubbi).

## Tassonomia
Genere trasferito qui dalla famiglia Prodidomidae a seguito di un lavoro degli aracnologi Platnick & Baehr del 2006.
Considerato sinonimo anteriore di Macedoniella Drensky, 1935, secondo lo studio sugli esemplari tipo M. karamani Drensky, 1935 effettuato dall'aracnologo Bosmans (2014b); questi esemplari vennero indicati come nomina dubia da Deltschev nel 2003.
Non sono stati esaminati esemplari di questo genere dal 2014.
Attualmente, ad aprile 2015, si compone di sette specie:
- Anagraphis incerta Caporiacco, 1941 — Etiopia
- Anagraphis maculosa Denis, 1958 — Afghanistan
- Anagraphis minima Caporiacco, 1947 — Africa orientale
- Anagraphis ochracea (L. Koch, 1867) — Albania, Macedonia, Grecia
- Anagraphis pallens Simon, 1893[2] — Sudafrica (?), Libia, Malta, Siria, Israele, Creta, Iran
- Anagraphis pluridentata Simon, 1897 — Siria
- Anagraphis pori Levy, 1999 — Israele

### Sinonimi
- Anagraphis karamani (Drensky, 1935); trasferita dall'ex-genere Macedoniella (sinonimo di Anagraphis) e posto in sinonimia con A. ochracea (L. Koch, 1867) a seguito di un lavoro di Bosmans (2014b)[1].
- Anagraphis pallida (Hadjissarantos, 1940); trasferita dal genere Talanites e posta in sinonimia con Anagraphis ochracea (L. Koch, 1867) a seguito di un lavoro di Bosmans (2014b).
- Anagraphis vitellina Simon, 1897; posta in sinonimia con A. pallens Simon, 1893 a seguito di uno studio di Levy (1999c).